# Tetraponera ocellata
Tetraponera ocellata é uma espécie de formiga do gênero Tetraponera, pertencente à subfamília Pseudomyrmecinae.